# 麥傑
麥傑（英語：James Tomlinson Myers），出生於美國加州。美國卡爾頓學院數學學士，亞利桑那大學語言學博士。曾任職於美國紐約州立大學水牛城分校從事博士後研究，並在密西根大學及加拿大約克大學擔任教職。1997年來到台灣，於中正大學語言所任教至今(2021年)。
其研究著重於語法及語言處理相關機制之間的交互影響。近年來也致力於加強語言學研究的實證基礎，並研發相關電腦軟體供相關研究人員使用。他曾於2000年獲頒中正大學「教師優良教學獎」，於2003年獲頒國科會「傑出研究獎」，並於2006年獲中正大學聘為「研究傑出特聘教授」。